# هیتمانکوویتسه
هیتمانکوویتسه (به چکی: Hejtmánkovice) یک منطقهٔ مسکونی در جمهوری چک است که در ناحیه ناخود واقع شده‌است. هیتمانکوویتسه ۱۳٫۰۱ کیلومتر مربع مساحت و ۶۴۶ نفر جمعیت دارد و ۴۱۸ متر بالاتر از سطح دریا واقع شده‌است.